# Jimmy Prenen
Jimmy Prenen (31 maart 1984) is een Belgisch voormalig volleyballer.

## Levensloop
Prenen was actief bij VC Maaseik. Met deze club werd hij tweemaal landskampioen (2003 en 2004) en driemaal bekerwinnaar (2003, 2004 en 2007). Ook won hij met Maaseik driemaal de Supercup (2002, 2003 en 2006). Vervolgens maakte hij de overstap naar het Nederlandse SV Dynamo Apeldoorn, waarmee hij landskampioen (208) werd en tweemaal de Beker van Nederland (2008 en 2009) won. Ook won hij met Apeldoorn in 2007 de Supercup. Na een passage bij het Italiaanse Codyeco Santa Croce ging hij aan de slag bij het Israëlische Maccabi Tel Aviv, waarmee hij in 2011 de landstitel pakte. Vervolgens was hij aan de slag bij het Franse Nantes Rezé Métropole. Zijn spelerscarrière sloot hij af bij VC Puurs.
Daarnaast was hij actief bij het Belgisch volleybalteam, waarmee hij onder meer deelnam aan de Europese kampioenschappen van 2007.